# にじホロ交流戦
にじホロ交流戦（にじほろこうりゅうせん）は、Vtuberグループであるホロライブとにじさんじによる初の共同リアルイベントであり、野球ゲーム『プロ野球スピリッツ2024-2025』を用いた対戦形式の交流イベントである。2025年5月24日・25日にエスコンフィールドHOKKAIDOで開催された。

## 概要
本イベントは、人気Vtuber事務所であるホロライブとにじさんじが野球対決をするというもので、リアルの球場を舞台にゲーム実況・バーチャル演出・ライブパフォーマンスなどを融合させた総合エンターテインメントイベントとして企画された。両事務所にとっても、過去最大級のコラボレーションとされている。
名称の「にじホロ交流戦」は、プロ野球のセ・パ交流戦を意識したもので、両陣営がそれぞれ2チームずつ結成し、バーチャル空間とリアル会場を連動させて試合を展開する。

## 出演者
※太字はチェアマン
ホロライブ
- 白上フブキ
- 兎田ぺこら
- 天音かなた

にじさんじ
- 笹木咲
- リゼ・ヘルエスタ
- 星川サラ

実況
- 田口尚平（フリーアナウンサー、元テレビ東京アナウンサー）

## 参加チーム・メンバー
※()内は背番号

### 兎立ぺこーら学園（ホロライブ）
- 兎田ぺこら(111) - 監督
- アキ・ローゼンタール(217)
- 白上フブキ(105)
- 大空スバル(486)
- 大神ミオ(30)
- 星街すいせい(3)
- 不知火フレア(42)
- 白銀ノエル(29)
- 宝鐘マリン(17)
- 風真いろは(536)
- ムーナ・ホシノヴァ(67)
- カエラ・コヴァルスキア(69)
- フワワ・アビスガード(21)
- モココ・アビスガード(22)
- 音乃瀬奏(420)
- 綺々羅々ヴィヴィ(728)

### 聖★ミルキーウェイ学園（にじさんじ）
- 星川サラ(807) - 監督
- 樋口楓(112)
- 笹木咲(39)
- 葉加瀬冬雪(29)
- アルス・アルマル(94)
- 天宮こころ(556)
- 早瀬走(560)
- フミ(23)
- 山神カルタ(811)
- フレン・E・ルスタリオ(130)
- 壱百満天原サロメ(100)
- 五十嵐梨花(510)
- 獅子堂あかり(44)
- 早乙女ベリー(888)
- エリーラ ペンドラ(374)
- 虎姫コトカ(986)

### 天界学園（ホロライブ）
- 天音かなた(104) - 監督
- 赤井はあと(810)
- さくらみこ(35)
- 猫又おかゆ(22)
- 姫森ルーナ(1)
- 雪花ラミィ(182)
- 桃鈴ねね(21)
- 獅白ぼたん(446)
- 尾丸ポルカ(00)
- アーニャ・メルフィッサ(28)
- パヴォリア・レイネ(90)
- 古石ビジュー(818)
- ジジ・ムリン(801)
- 一条莉々華(512)
- 儒烏風亭らでん(152)
- 水宮枢(999)

### 王立ヘルエスタ女学院（にじさんじ）
- リゼ・ヘルエスタ(25) - 監督
- 月ノ美兎(310)
- 椎名唯華(417)
- 鷹宮リオン(107)
- 小野町春香(26)
- アンジュ・カトリーナ(110)
- 戌亥とこ(105)
- ニュイ・ソシエール(81)
- 夜見れな(463)
- 周央サンゴ(35)
- ヤン ナリ(127)
- 先斗寧(821)
- 石神のぞみ(606)
- 栞葉るり(11)
- 珠乃井ナナ(7)
- 狂蘭メロコ(865)

## イベント内容

### 内容
- 両事務所の人気Vtuberが監督として参加し、ゲーム内で育成したオリジナル選手によるチームを編成。
- 「白球のキセキ」モードを使用し、4チームによる交流戦を実施。
- 試合は全て「にじさんじ vs ホロライブ[注 1]」の形式で行われ、グループ内対戦は行わない。
- 試合の勝敗に応じてご褒美が用意されたが、優勝チームの決定は行われなかった。

### ルール
- 規定イニングは9回まで。延長戦は10回のみで、タイブレーク制を採用。
- コールドゲームはなし。
- 選手の調子は普通で統一。
- 特別仕様の試合観戦モードを実施。
- 試合中の指示は、選手交代のみ可能[注 2]。

## 試合結果

### DAY1
| 試合    | にじさんじ            | スコア | ホロライブ       | 開催球場                   |
| ------- | --------------------- | ------ | ---------------- | -------------------------- |
| 第1試合 | 聖★ミルキーウェイ学園 | 3 - 6  | 兎立ぺこーら学園 | エスコンフィールドHOKKAIDO |
| 第2試合 | 王立ヘルエスタ女学院  | (不明) | 天界学園         | エスコンフィールドHOKKAIDO |

### DAY2
| 試合    | にじさんじ            | スコア | ホロライブ       | 開催球場                   |
| ------- | --------------------- | ------ | ---------------- | -------------------------- |
| 第1試合 | 聖★ミルキーウェイ学園 | 2 - 4  | 天界学園         | エスコンフィールドHOKKAIDO |
| 第2試合 | 王立ヘルエスタ女学院  | 9 - 1  | 兎立ぺこーら学園 | エスコンフィールドHOKKAIDO |

### 個人タイトル
| タイトル       | Vtuber名               | チーム     | 成績      |
| -------------- | ---------------------- | ---------- | --------- |
| 首位打者       | フレン・E・ルスタリオ  | 聖ミル     | .625      |
| 本塁打王       | 猫又おかゆ             | 天界       | 134m      |
| 打点王         | 狂蘭メロコ             | ヘルエスタ | 11打点    |
| 最多安打       | 狂蘭メロコ             | ヘルエスタ | 12安打    |
| 得点圏最多安打 | 狂蘭メロコ             | ヘルエスタ | 4安打     |
| OPS            | 狂蘭メロコ             | ヘルエスタ | 1.800     |
| 得点王         | アーニャ・メルフィッサ | 天界       | 4点       |
| 得点王         | 栞葉るり               | ヘルエスタ | 4点       |
| 得点王         | 月ノ美兎               | ヘルエスタ | 4点       |
| 得点王         | ヤン ナリ              | ヘルエスタ | 4点       |
| 盗塁王         | 儒烏風亭らでん         | 天界       | 2回       |
| 盗塁王         | 石神のぞみ             | ヘルエスタ | 2回       |
| 最多四死球     | ヤン ナリ              | ヘルエスタ | 4個       |
| 最多三振       | フミ                   | 聖ミル     | 5個       |
| 最優秀防御率   | 椎名唯華               | ヘルエスタ | 0.00      |
| 最優秀防御率   | ニュイ・ソシエール     | ヘルエスタ | 0.00      |
| 最多勝利       | 鷹宮リオン             | ヘルエスタ | 2勝       |
| 最多奪三振     | 白上フブキ             | ぺこーら   | 8個       |
| 奪三振率       | 夜見れな               | ヘルエスタ | 10.39     |
| 最多セーブ投手 | 大空スバル             | ぺこーら   | 1S        |
| 最多セーブ投手 | 赤井はあと             | 天界       | 1S        |
| 最多セーブ投手 | 椎名唯華               | ヘルエスタ | 1S        |
| 最多中継ぎ投手 | 雪花ラミィ             | 天界       | 1HP       |
| 最多中継ぎ投手 | ジジ・ムリン           | 天界       | 1HP       |
| 最多中継ぎ投手 | 珠乃井ナナ             | ヘルエスタ | 1HP       |
| 最多投球回     | 樋口楓                 | 聖ミル     | 11回      |
| 最多投球数     | 樋口楓                 | 聖ミル     | 208球     |
| 最多被安打     | 樋口楓                 | 聖ミル     | 15被安打  |
| 最多被本塁打   | 夜見れな               | ヘルエスタ | 2被本塁打 |
| 最多被本塁打   | 桃鈴ねね               | 天界       | 2被本塁打 |
| 最多与四死球   | 大空スバル             | ぺこーら   | 5個       |
| WHIP           | 椎名唯華               | ヘルエスタ | 0.500     |